# 腦膜炎奈瑟球菌
腦膜炎奈瑟球菌又名腦膜炎奈瑟菌、腦膜炎雙球菌、腦脊髓膜炎雙球菌，簡稱腦膜炎球菌，是是導致流行性脑脊膜炎的病原菌，和淋病奈瑟球菌同屬於革蘭氏陰性的奈瑟菌屬。腦膜炎球菌為好氧細菌，不具備移動性。人是唯一自然宿主，可于带菌者和患者鼻咽部检出，通过飞沫传播。
腦膜炎奈瑟球菌除了造成流行性脑脊膜炎，亦會造成腦膜炎球菌血症，為一種致命性的敗血症。牠只感染人類，並無寄生的動物，是唯一令細菌性感染腦膜炎成為流行病的病菌。約10%至20%的人群咽喉部一直携带脑膜炎奈瑟菌，而发生疫情时，病菌携带率可能会更高。
腦膜炎球菌主要透過口水、呼吸道分泌物傳染，包括咳嗽、打噴嚏、親吻或透過水都會傳染。它感染的方式是透過細長的性菌毛和表面蛋白質 Opa 和 Opc 黏附在細胞上。
在中华人民共和国，90%以上的流脑病例是由A群脑膜炎奈瑟氏菌引起的。

## 臨床表現
- 腦膜炎是最為人知的情況。最初發病時不會出現腦膜炎特有的病徵，並會迅速由發熱、頭痛及頸部僵直發展至昏迷及死亡。病發的死亡率約為10%[註 1]。而即使在发病早期获得诊断并开始进行适当的治疗，仍将有5%到10%的患者通常在出现症状之后的24至48小时内死亡；细菌性脑膜炎可能会致使10%至20%的幸存者发生脑损伤、听力损失或学习障碍[6]。懷疑患有腦膜炎會是臨床急症及須接受立即的檢查[11]。兒童的腦膜炎病徵與感冒十分相似，即使是兒科專科醫生也無法单憑幼兒的症狀、抽血、電腦斷層或核磁共振去确认儿童罹患脑膜炎，而是必须要進行腰椎穿刺檢查才能確認是否是腦膜炎雙球菌感染[12][13][14]。
- 敗血病較少受人重視且不太常见，但却属于脑膜炎球菌病的更为严重的形式（通常是致命的），其特点是出现出血性皮疹和快速发生循环衰竭[6]。 流行性腦脊髓膜炎的患者中約有5%~20%会未經腦脊髓膜炎症狀直接進展至流行性腦脊髓膜炎敗血症[8]。由於沒有其他腦膜炎的病徵，在身上出現的紫斑很容易被忽略。敗血病在發病後的死亡率約為40%，而幸存者中约会有20%產生相關後遺症[8]。任何人出現的皮疹若被玻璃壓過後而不會呈現白色，建議須立即前往醫院求醫。[15]並非所有出現紫斑都是因敗血病所致，但其他的病因（如自發性血小板缺乏紫斑症或類過敏性紫斑症）亦均需要接受檢查。
- 沃特豪斯-弗里德里克森二氏症候群（Waterhouse-Friderichsen syndrome，WFC）是一種因突然的感染而引致大量及雙側的腎上腺出血。這種情況會導致腎上腺激素的分泌不足,休克,肢體末端壞死（gangrene change）廣泛性血管內凝血（disseminated intravascular coagulation，DIC）以及全身廣佈的紫斑（purpura）。

英國的政策是若發現任何疑似流行性腦膜炎或敗血病的個案，均須在安排入院的同時接受靜脈注射抗生素（如青黴素）。減少其後的感染能降低死亡率。
那些免疫系統有缺憾的人，如患有腎病症候群或脾切除，會有較高風險受腦膜炎雙球菌感染。在無脾的情況下，不論切除或缺憾，均要接受疫苗接種。

## 菌株
腦膜炎雙球菌有13種不同的血清群，根據牠們多醣類莢膜的抗原性結構而分類。五個血清群：A型、B型、C型、Y型及W135型差不多是造成所有人類患病個案的血清群。
- A型：一般在下撒哈拉的非洲國家出現，建議前往該地區前先接受A型及C型的疫苗接種。中国主要是此型脑膜炎广为流行。
- B型：最為致命的菌株，在英國的病症中有40%就是由此菌株造成。由於B型有著能改變的特性，使該地未能研製普遍對抗此株的疫苗。但是在新西蘭已發展出及使用一種名為MeNZB的疫苗，能抵抗某些特定的B型腦膜炎雙球菌。
- C型：在英國未有適合嬰兒的疫苗前，造成該國約60%的嬰兒病症。初期非結合型的A型及C型的疫苗對2歲以下的嬰兒沒有效用，而結合型的疫苗則能誘發嬰兒的免疫系統。中国从安徽省开始，C型流脑较为流行。
- W135型：對前往麥加朝聖的人造成麻煩，沙地阿拉伯經已規定所有欲前往朝覲的人須有接受W135型的疫苗的證明。
- Y型：過往十年在北美洲引發病症。

其他菌株包括29-E型、H型、I型、K型、L型、X型及Z型。

## 疫苗
从疫苗的制备工艺上，可以分为：
- 多糖疫苗：脑膜炎球菌培养后，提取菌体表面的荚膜多糖做成疫苗。优点是成本比较低。缺点是只能激发体液免疫，免疫维持时间短；且对小于2岁人群的免疫效果很差，而流脑主要威胁0-1岁人群。
- 结合疫苗：流脑菌的荚膜多糖与特殊的载体结合，对小于2岁人群的免疫效果很好。
- 蛋白疫苗：B群流脑菌的多糖成分或结合成分的免疫效果均很差，但B群流脑菌菌体的外膜蛋白具有很好的免疫效果，可制成疫苗。

現時美國有兩種疫苗可以阻止腦膜炎雙球菌疾病。商品名为「美那克查（Menactra®）」的疫苗適合11-55歲的病人。商品名为「美諾蜜（Menomune®）」的疫苗則適合其他年齡及旅行者。另外，亦有兩種四價的腦膜炎雙球菌疫苗（專針對A型、C型、W135型及Y型），分別為MCV-4（一種由賽諾菲·巴斯德發售的結合型美那克查疫苗）及MPSV-4（一種由賽諾菲·巴斯德發售的美諾蜜多醣疫苗）。
美諾蜜有著不同的問題。它的作用時間短（對少於5歲的孩童一般只有3年或更少），因為它並不會產生記憶T細胞。倘以重覆使用疫苗來解決這問題，只會造成降低的效能、抗體反應下降，所以它並沒有任何後補劑。與其他多醣疫苗一樣，美諾蜜並不會產生經腸道免疫，所以用藥的人體內仍然有腦膜炎雙球菌定植，及不能發展族群免疫。因此，美諾蜜只是適合需要短暫保護的旅行者，但卻不適合公眾健康。
美那克查有著與美諾蜜相同的多糖抗原，但它的多糖抗原與白喉類毒素結合。這種形式希望可以解決美諾蜜的限制。美那克查®現時只適合11-55歲的人使用，所以在此年齡以外的，都只可以使用美諾蜜。
一項研究指出，在比較兩種疫苗後，76%的病人在使用MCV-4三年後仍然有保護（若與對照比較則有63%），但卻只有49%正在使用MSPV-4有保護（與對照比較有31%）。這表示須給予在使用疫苗時間性的建議，因現時仍未有任何證據顯示疫苗能有多於三年的保護。
在中国，国家免疫规划供免费接种用的流脑疫苗是流脑A群多糖疫苗、流脑AC群多糖疫苗。国家免疫规划的接种程序规定为：流脑疫苗接种4剂，其中第1、2剂用流脑A群多糖疫苗；第3、4剂用流脑AC群多糖疫苗。也可以选择接种自费但效果更好的脑膜炎疫苗。
一项于2015年的研究指出，随着中华人民共和国政府的流脑疫苗接种工作的逐步推进，中国大陆地区的脑膜炎球菌感染的标化发病率由1990年的2.35/10万降至2010年的1.06/10万，降幅达54.89%;而标化死亡率由0.33/10万降至0.07/10万，降幅达78.79%。1990年度中国大陆脑膜炎球菌感染症共发病33573例，死亡4093例，经计算后当年该病的死亡率达12.2%;而2010年中国大陆脑膜炎球菌感染症则共发病14826例，死亡972例，经计算后当年该病的死亡率为6.6%，数值较1990年缩减了约50%。